# Saban Entertainment
Saban Entertainment (за пределами США — Saban International) — независимая американо-израильская телекомпания, сформированная в 1983 году и просуществовавшая до 2002 года. Известна как производитель множества теле- и мультсериалов, а также адаптацией популярных аниме для показа в различных телевизионных синдикациях.

## История

### Ранние годы
Компания основана в 1983 году музыкальными продюсерами Хаймом Сабаном и Шуки Леви. Первоначально называлась Saban Productions и занималась только написанием саундтреков для телевизионных передач. В 1988 году компания была переименована в Saban Entertainment и начала собственное производство. Для международного распространения своей продукции было создано подразделение Saban International.

### Партнёрство с DiC и Marvel
В 1986 году Saban Productions закупила права на трансляцию детских передач DiC Entertainment и участвовала в создании музыкального сопровождения для них. Затем Saban продала права французскому продюсеру Жану Шалопену. За нанесённый ущерб DiC подали на Saban в суд. Конфликт урегулировали в 1991 году.
В августе 1996 года за Saban были закреплены права на производство и трансляцию мультсериалов от Marvel Entertainment в других странах. Контракт был подписан на семь лет.
В том же 1996 году компания Fox Children’s Productions объединилась с Saban для формирования телевизионной сети Fox Kids Worldwide и переноса туда библиотеки мультсериалов Marvel. На канале Fox Kids стали транслировать значительную часть шоу от Saban.
Marvel вместе с Saban работали над мультсериалом про Капитана Америку, премьера которого должна была состояться осенью 1998 года. Однако из-за банкротства Marvel мультсериал так и не был выпущен.

### Закрытие
23 июля 2001 года было объявлено, что компания будет продана The Walt Disney Company в рамках продажи Fox Family Worldwide. 24 октября 2001 года продажа состоялась, после чего компания переименовалась в BVS Entertainment. Телесериал «Могучие рейнджеры: Дикий мир» стал последним, выпущенным под брендом Saban. По иронии судьбы в конце 2009 года Marvel Entertainment также была продана компании Disney, а через десять лет — некоторые активы компании 21st Century Fox.
Несмотря на то, что большинство продукции от Saban теперь принадлежит Disney, часть из них была обратно выкуплена Хаймом Сабаном в 2010—2012 годах. В числе выкупленных произведений была и франшиза «Могучие рейнджеры».

## Список продукции компании

### Мультсериалы
- Kidd Video (1984—1985)
- The Care Bears (1985—1986, международная дистрибуция, эпизоды созданы DIC)
- Spartakus and the Sun Beneath the Sea (1985—1987)
- Lazer Tag Academy (1986—1987)
- Kissyfur (1986—1990)
- The New Archies (1987—1988)
- Диплодоки (1987—1988, саундтрек)
- Альф (1987—1989)
- Истории Альфа (1988—1989)
- Супершоу супербратьев Марио (1989—1990, международная дистрибуция, эпизоды созданы DIC)
- Zazoo U (1990—1991)
- Kid 'n Play (1990—1991)
- Saban’s Kids Dinky Doo (1990—1994)
- Little Shop (1991)
- Jin Jin and the Panda Patrol (1992)
- Вокруг света за 80 снов (1992—1993)
- Saban’s Gulliver’s Travels (1992—1993)
- Люди Икс (1992—1997)
- The Bots Master (1993—1994)
- Journey to the Heart of the World (1993—1994)
- BattleTech: The Animated Series (1994)
- Железный человек (1994—1996, международная дистрибуция)
- Фантастическая четвёрка (1994—1996, международная дистрибуция)
- Ползучее войско (1994—1996)
- Человек-паук (1994—1998, международная дистрибуция)
- Iznogoud (1995)
- Space Strikers (1995—1996)
- Принцесса Тенко и хранители магии (1995—1996)
- Приключения полевого мышонка (1996)
- Приключения Оливера Твиста (1996—1997)
- Невероятный Халк (1996—1997, международная дистрибуция)
- Космические агенты (1996—1997)
- The Mouse and the Monster (1996—1997)
- Семья почемучек (1996—1997)
- Мир Бобби (1997—1998)
- Принцесса Сисси (1997—1998)
- Space Goofs (1997—2000, дистрибуция 1 сезона)
- Серебряный Сёрфер (1998)
- Уолтер Мелон (1998—1999)
- Шкодливый пёс (1998—1999)
- Бешеный Джек Пират (1998—1999)
- Секретные материалы псов-шпионов (1998—1999)
- Ферма чудища (1998—1999)
- Cartoon Cabana (1998—2002)
- Мстители: Всегда вместе (1999—2000)
- Детки из класса 402 (1999—2000)
- Непобедимый Человек-паук (1999—2001)
- NASCAR Racers (1999—2001)
- Ксибер 9: Новый рассвет (1999)
- Вуншпунш (2000)
- Дьяволик (2000—2001)
- Джим Баттон (2000—2001)
- Что с Энди? (2002—2007, дистрибуция 1 сезона)

### Аниме
Перечень аниме-сериалов, адаптированных компанией Saban для международного показа:
- Dream Star Button Nose (1985)
- My Favorite Fairy Tales (1986)
- Macron 1 (1985—1986)
- Bumpety Boo (1985—1986)
- Истории Мейпл-тауна (1986—1987)
- Gera Gera Booth Monogatari (1987—1988)
- Сказки братьев Гримм (1987—1989)
- Noozles (1988—1993)
- Приключения Тома Сойера (1988)
- Ai no Wakakusa Monogatari (1988)
- Dondon Domeru to Ron (1988—1989)
- Dragon Warrior: Legend of the Hero Abel (1989—1991)
- Приключения Питера Пэна (1989)
- Коты-Самураи (1990—1991)
- Hippo and Thomas (1990—1992)
- Приключения пчёлки Майи (1990—1992)
- The Adventures of Hutch the Honeybee (1991—1992)
- Adventures of the Little Mermaid (1991—1992)
- Belfy to Lilbit (1991—1995)
- Mokku of the Oak Tree (1992)
- Huckleberry no Bouken (1992)
- Hakushon Daimaou (1992)
- Funky Fables (1992)
- Супер-поросёнок (1994—1995)
- Наездник в маске (1995—1996)
- Tekkaman Blade (1995—1996)
- Eagle Riders (1996—1997)
- Dragon Ball Z (1996—1998, 1 и 2 сезоны)
- Flint the Time Detective (1998—1999)
- Digimon Adventure (1999—2000)
- Cybersix (1999—2000)
- Shinzo (2000)
- Dinozaurs (2000)
- The Vision of Escaflowne (2000)
- Mon Colle Knights (2000)
- Digimon Adventure 02 (2000—2001)
- Digimon Tamers (2001—2002)
- Transformers: Robots in Disguise (2001—2002)

### Телесериалы
- Hallo Spencer (1979—2001)
- Kids! (1984—1990)
- Kidsings! (1984—1990)
- I’m Telling! (1987—1988)
- Treasure Mall (1988)
- Video Power (1990—1992)
- Saban’s Kids in Chorus and Kids in Instruments (1991—1995)
- Scorch (1992)
- Saban’s Children’s Sing-a-Long (1992—1996)
- Могучие Рейнджеры (1993—2002)
  - Могучие Рейнджеры (1993—1995)
  - Морские Рейнджеры с планеты Аквитар (1996)
  - Могучие Рейнджеры: Зео (1996)
  - Могучие Рейнджеры: Турбо (1997)
  - Могучие Рейнджеры: В космосе (1998)
  - Могучие Рейнджеры: Потерянная галактика (1999)
  - Могучие Рейнджеры: Успеть на помощь (2000)
  - Могучие Рейнджеры: Патруль времени (2001)
  - Могучие Рейнджеры: Дикий мир (2002) (только пре-продакшн)
- VR Troopers (1994—1996)
- Sweet Valley High (1994—1997)
- Мурашки (1995—1998, международная дистрибуция)
- Битлборги (1996—1998)
- Черепашки Мутанты Ниндзя: Следующая мутация (1997—1998)
- The All New Captain Kangaroo (1997—1998
- Mister Moose’s Fun Time (1998—1999)
- Новая семейка Аддамс (1998—1999)
- The Mystic Knights of Tir Na Nog (1998—1999)
- Томми-оборотень (1999—2002)
- Los Luchadores (2001)

### Фильмы
- Спаси меня (1988)
- Призрак Оперы (1990)
- Прекрасное маленькое убийство (1990)
- Prey of the Chameleon (1992)
- Путешествие в Рай (1992)
- A Passion for Murder (1992)
- О чём молчит буря (1992)
- In the Shadows, Someone’s Watching (1993)
- Всё что угодно ради любви (1993)
- Под следствием (1993)
- Последняя грань (1994)
- Ковбой-самурай (1994)
- Тень безумия (1994)
- Guns of Honor: Rebel Rousers (1994)
- Убийство вслепую, или В плену у наваждения (1994)
- Guns of Honor: Trigger Fast (1994)
- Могучие морфы: Рейнджеры силы (1995)
- Виртуальное соблазнение (1995)
- Рождественский союз (1995)
- Blind Vision (1996)
- Chimp Lips Theater (1997)
- Турборейнджеры (1997)
- Каспер: Начало (1997)
- Подарки к Рождеству (1997)
- Gotcha (1998)
- Circles (1998)
- Люди в белом (1998)
- Каспер встречает Венди (1998)
- Расти: Великий спасатель (1998)
- Воссоединение семейки Аддамс (1998)
- Землетрясение в Нью-Йорке (1998)
- Богатенький Ричи 2 (1998)
- The Christmas Takeover (1998)
- Люди дела (1999)
- Taken (1999)
- Великий учитель Онидзука (1999)
- Не оглядывайся (1999)
- Няня (1999)
- Ice Angel (2000)
- Няня 2 (2001)
- Oh, Baby! (2001)

### Полнометражные мультфильмы
- Digimon: The Movie (2000)